# Mégafeu

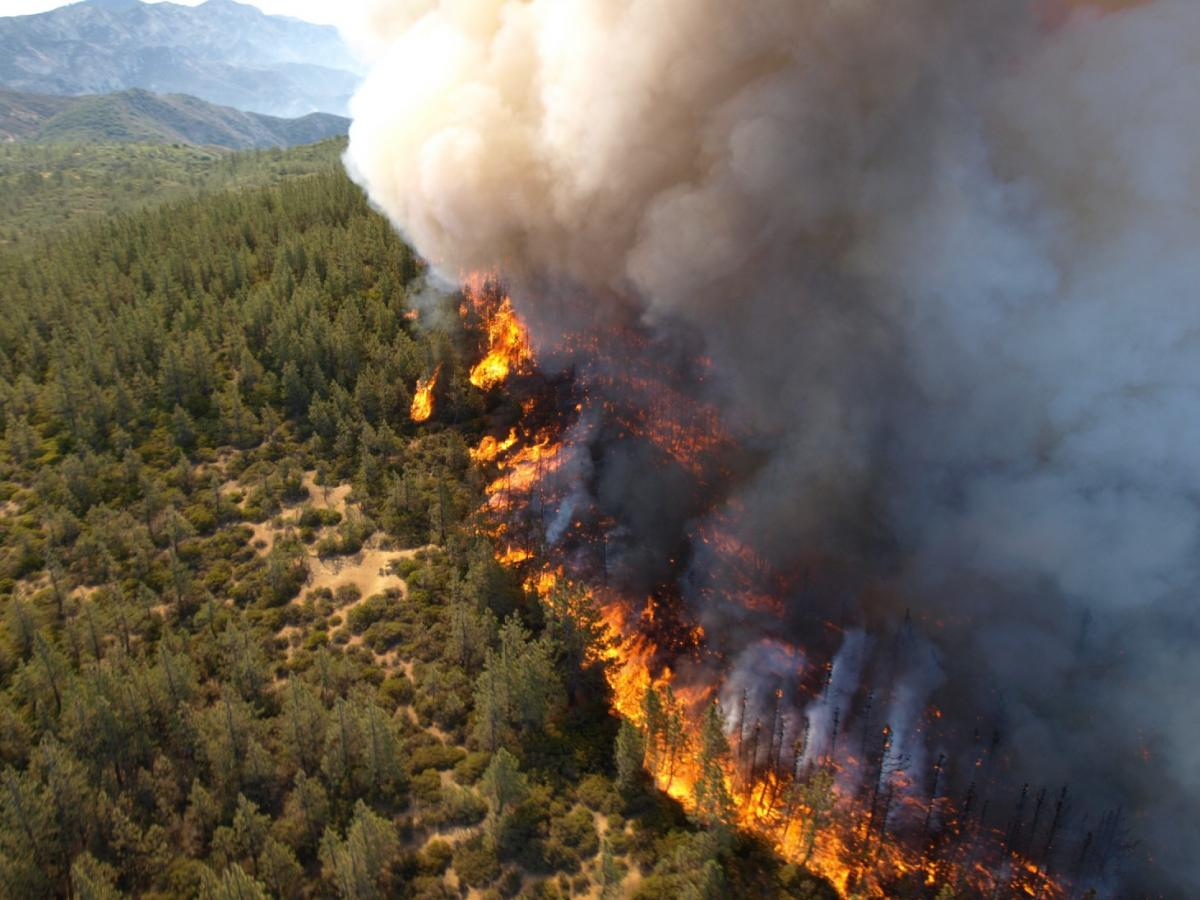
Front de flammes actif en Californie en 2007.

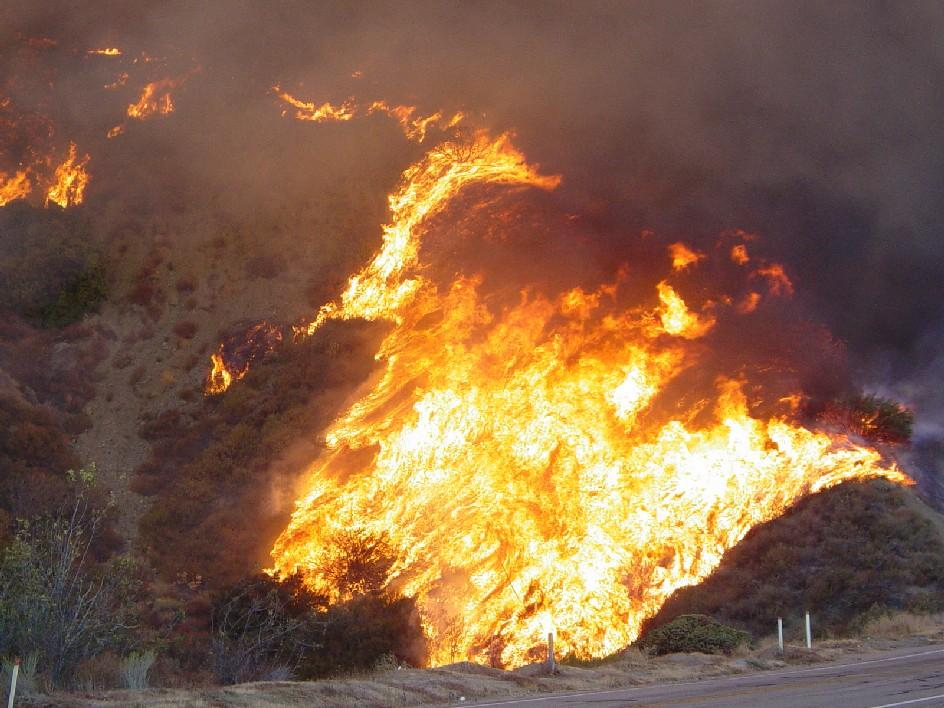
Mégafeu en Californie près de l'autoroute 99 en septembre 2020.

Un mégafeu est un incendie hors-norme déclenchant de très grands incendies, notamment des feux de forêt ravageant une très grande surface boisée, sans que cette appellation ne corresponde à une définition scientifique précise. Leurs effets et leurs causes sont différents de ceux des feux classiques.
On parle de « mégafeu » lorsque la surface touchée est de l'ordre minimal de 1 000 à 10 000 ha, mais le concept varie selon la taille des régions ou des pays. Alors qu'en Europe on les caractérise à partir de 1 000 ha, aux États-Unis c'est à partir de 10 000 ha.
Une étude récente de la NASA élargit la définition des mégafeux : « Entre les changements climatiques et près d'un siècle d'exclusion des incendies, les feux de forêts sont devenus plus extrêmes en termes de taille, de gravité, de complexité du comportement et de la résistance à l'extinction. Ces incendies sont communément qualifiés de mégafeux et se situent aux extrêmes des variations historiques ».

## Origine du terme
Le terme de mégafeu est apparu dans la littérature américaine en 2013. Le mot est composé de l'élément formant méga qui provient du grec ancien μέγας, mégas « grand » et du substantif feu issu du latin fŏcus « foyer, feu, âtre ».

## Caractéristiques générales
Ce qui caractérise les mégafeux est leur intensité, leur conséquence, leur durée et leur dimension. Ils sévissent sur tous les continents y compris près du cercle polaire. Les mégafeux ont une violence, une intensité, une étendue et une rapidité de passage supérieures à la normale et sont inextinguibles. Comme pour les tempêtes de feu, leur intensité est si forte qu’ils génèrent leur propre climat.

## Fonctionnement d'un mégafeu
La fumée des feux monte très haut dans le ciel et forme des pyrocumulus et des pyrocumulonimbus, des nuages aussi dénommés les « dragons cracheurs de feu », qui se chargent en électricité puis provoquent des orages géants, peu chargés en pluie mais avec un fort potentiel de créations d’éclairs qui, en touchant le sol, créent de nouveaux incendies,.
La fusion de feux entre eux crée un mégafeu, comme lors des feux de brousse de 2019-2020 en Australie, où de très nombreux feux se sont rejoints en un gigantesque brasier.

## Mégafeux historiques
Des mégafeux se sont produits en Amazonie, Californie, Australie, Sibérie, au Groenland, dans le bassin méditerranéen et dans celui du Congo.
Parmi les pays méditerranéens, c'est l'Espagne, le Portugal, la Turquie et la Grèce qui ont été touchés.
À partir du 23 juillet 2018, la Grèce subit l'un des incendies les plus meurtriers du continent européen et de l'histoire récente du pays, les feux de forêt en Attique tuant 102 personnes. L'été 2018, la Lettonie et la Suède prennent feu jusqu'au cercle polaire.
En Californie, en novembre 2018, un mégafeu a tué 85 personnes et ravagé 60 000 ha,. En août 2020, deux autres mégafeux y ont calciné respectivement 127 000 et 116 000 ha.
Fin 2019, le Brésil, le Congo, la Russie et les États-Unis ont été victimes de mégafeux à une échelle qualifiée de « sans précédent ».
En Australie, durant les feux de brousse de 2019-2020, l'un des mégafeux s'est étendu sur 6 000 km2.
En 2023, au Canada les mégafeux ont détruit plus de 17 millions d'hectares de forêt sur une période de cinq mois. Les émissions de dioxyde de carbone représentent celle de l'Inde sur une année complète, soit 647 millions de tonnes.

## Chiffres
Les mégafeux ne représenteraient que 3 % des incendies mais seraient responsables de plus de 50 % des surfaces brûlées de la planète. Le nombre de mégafeux serait en augmentation.
La quasi-totalité (96 %) des 500 mégafeux les plus désastreux de la dernière décennie se sont produits pendant des périodes de chaleur ou de sécheresse inhabituelles.

## Causes
Un mégafeu est dû à divers facteurs, tels que des températures élevées, la sécheresse, la pression humaine et l'état des forêts,. Les mégafeux sont le plus souvent d’origine humaine, criminelle ou  accidentelle. Les feux de forêt de 2022 en Gironde sont attribués à l'abandon d'un projet de débroussaillement en raison de l'opposition de militants écologistes.
Les plantations de pins ou d'eucalyptus des exploitations forestières, en raison de leur caractère pyrophyte, sont un facteur de propagation. Ce phénomène a été observé en Espagne, au Portugal, ou en Suède, qui possée une forêt à 70 % industrielle.

### Théorie du complot
Des théories du complot climato-scepticites affirment que les incendies criminels sont d'origine étatique, gouvernementale ou militaire.

## Impact
- biosphère

En Australie, les mégafeux ont détruit près de 100 000 km2 de végétation.
- qualité de l’air et la santé des populations

En émettant de grandes quantités de particules fines (PM2.5), ils ont un impact sur la santé des populations. Cette détérioration de l'air est associée à des maladies respiratoires, telles l'obstruction pulmonaire chronique et l'asthme, et des maladies cardiovasculaires.
- émissions de CO2

Pour les feux australiens de 2019/2020 ce sont environ 900 Mt de CO2. Les feux sibériens de l’été 2020 ont émis 244 Mt de CO2. De plus, les fumées sont montées jusqu’à la stratosphère, la deuxième couche principale de l’atmosphère (entre ~12 et 50 km), et ont eu un impact plus important que les éruptions volcaniques modérées des trois dernières décennies.

## Prévisions
En observant la fréquence accrue d’événements extrêmes, comme la sécheresse ou la canicule, le rapport du GIEC (2019) prévoit une augmentation de la survenance des incendies de forêt, plus particulièrement pour l’Amérique du Nord et l’Europe du Sud.
En Europe du Sud, à la fin de ce siècle et pour le scénario RCP8.5, la surface brûlée chaque année pourrait  être multipliée par un facteur compris entre 3 et 5 par rapport à la surface actuelle.

#### Infographie
- "Les mégafeux sont-ils liés au changement climatique" ?, Site du CNRS-INSU, mai 2021

#### Liens audio
- «Méga-incendies : l’âge du feu ?», La Méthode scientifique, France Culture, 22 janvier 2020
- «Australie : l’ère des méga-feux», L'Invité(e) des Matins, France Culture, 10 janvier 2020

#### Liens vidéo
- «Mégafeux en Australie : la biodiversité en danger», ARTE, L. Sanmarty, France, 2020.
- «Incendies géants : enquête sur un nouveau fléau», ARTE, Cosima Dannoritzer, Nicolas Koutsikas, Georama TV Productions, France, 2019